# Apeadeiro de Giesteira
O Apeadeiro de Giesteira é uma interface da Linha de Guimarães, que serve a localidade de Giesteira, no concelho de Guimarães, em Portugal.

## Caracterização
Esta interface tem acesso pela Rua da Giesteira, na freguesia de Lordelo. O edifício de passageiros situa-se do lado norte da via (lado esquerdo do sentido ascendente, a Fafe).

## História
Este apeadeiro encontra-se no troço da Linha de Guimarães entre Trofa e Vizela, que entrou ao serviço em 31 de Dezembro de 1883, pela Companhia do Caminho de Ferro de Guimarães.
A Companhia de Guimarães foi fundida com a Companhia do Caminho de Ferro do Porto à Póvoa e Famalicão em 1927, formando a Companhia dos Caminhos de Ferro do Norte de Portugal.
Um diploma de 17 de Fevereiro de 1937 do Ministério das Obras Públicas e Comunicações aprovou um projecto da Companhia do Norte para um aviso ao público, relativo à abertura do Apeadeiro de Giesteira, então situado no PK 43+248 da Linha de Guimarães.
A Companhia do Norte foi integrada na Companhia dos Caminhos de Ferro Portugueses, que começou a explorar as antigas linhas daquela empresa em 1 de Janeiro de 1947.

Em 2004, foi reaberta a Linha de Guimarães entre Guimarães e Lousado, após as obras de modernização, que incluíram a instalação da tracção eléctrica, a remodelação de todas as estações, e a adaptação da via para bitola ibérica.